# Yoshihiro Nakano
Yoshihiro Nakano (jap. 中野 嘉大 Nakano Yoshihiro; ur. 24 lutego 1993) – japoński piłkarz występujący na pozycji pomocnika, zawodnik Hokkaido Consadole Sapporo.

## Życiorys

### Kariera klubowa
Od 2015 roku występował w klubach Kawasaki Frontale i Vegalta Sendai.
1 stycznia 2019 podpisał kontrakt z japońskim klubem Hokkaido Consadole Sapporo, umowa do 31 stycznia 2022.

## Sukcesy

### Klubowe
Kawasaki Frontale
- Zdobywca drugiego miejsca Pucharu Japonii: 2016

Vegalta Sendai
- Zdobywca drugiego miejsca Pucharu Japonii: 2018

Hokkaido Consadole Sapporo
- Zdobywca drugiego miejsca Pucharu Ligi Japońskiej: 2019